# حریره و شیر
حریره و شیر (انگلیسی: Mush and Milk) یک فیلم کوتاه کمدی آمریکایی به کارگردانی رابرت اف. مک‌گاون است که در سال ۱۹۳۳ منتشر شد.

## بازیگران
- تامی باند
- اسپنکی مک‌فارلند
- استایمی برد
- دیکی مور
- ادیت فلاوز
- مارسیا می جونز
- لوئیز امونز
- جیمز فینلیسون
- رالف سدان
- بابی هاچینس
- دوروتی دبوربا